# Miguel Ximeno
Miguel Ximeno o Jimeno (Aliaga, siglo XVI - ¿?, siglo XVII) organista español activo en Cuenca y Valencia.

## Vida
Tras la desaparición de Francisco Aguilar en 1589, el cabildo catedralicio de la metropolitana de Cuenca convocó ese mismo año unas oposiciones a las que se presentaron dos organistas desde Valencia: Miguel Ximeno y Cosme de Benito. Ganó Ximeno, que se quedó con un sueldo de 30 000 maravedís anuales. La parquedad del sueldo resulta sorprendente para un primer organista, por lo que se ha especulado que fuese el segundo organista de la Catedral, a lo que apuntan todos los indicios. Es posible que ya se encontrase en Cuenca con anterioridad y ya ejerciese el cargo de segundo organista. Una tercera posibilidad, señalada por Miguel Martínez, es que fuese un músico de inferior calidad. Hacia 1601 se le había aumentado el salario a 56 650 maravedís.
En 1602 las actas del cabildo mencionan que «se le dio licencia para ir a su tierra y no volvió más». Pedro Calahorra indica que la razón fue que Ximeno pasó a Valencia, donde ocupó el cargo de organista entre 1602 y 1623. Muneta Martínez en cambio considera el Miguel Ximeno de Cuenca y el de Valencia como organistas distintos, siendo el segundo alumno de Pablo Bruna. El cabildo catedralicio nombró como sustituto a Andrés López Cañamares, hijo del también organista Cristóbal López, que en ese momento ejercía de portero de la catedral.
Ximeno fue el primero de los tres organistas aragoneses que ocuparon el cargo en la Catedral de Valencia en el siglo XVII. Le sigue Juan Sebastián, nacido en Cosuenda, que ocupó el cargo entre 1628 y 1639. Su sucesor fue Andrés Peris, el famoso «ciego de Valencia», al que finalmente le sigue el tercer aragonés, Jerónimo de la Torre, que será ayudante de Peris de 1645 a 1665. Los tres de la misma zona de Aragón, posiblemente formados en Daroca, cuna del también famoso Pablo Bruna.